# Luis María Boffi Boggero
Luis María Boffi Boggero  (La Plata, provincia de Buenos Aires, 8 de febrero de 1915 - Buenos Aires, 20 de julio de 1984) fue un político, abogado y ministro de la Corte Suprema de Justicia de Argentina. Como jurista se especializó en Derecho civil y, dentro de éste, en Obligaciones. 

## Actividad profesional y docente
Estudió en la Facultad de Ciencias Jurídicas y Sociales de la Universidad Nacional de La Plata, donde se recibió de abogado en 1937 y obtuvo su doctorado en 1941 con un estudio sobre la Declaración unilateral de la voluntad como fuente de las obligaciones.
Después de la caída de Perón fue reincorporado como profesor en La Plata y se incorporó a la Facultad de Derecho de Buenos Aires donde dictaba la materia Obligaciones.
Fue profesor de Derecho Civil II -Obligaciones-, Derecho Constitucional y en el doctorado en Ciencias Jurídicas de la Universidad del Salvador hasta su fallecimiento. Allí fundó la Cátedra Extracurricular “Francisco Suárez SJ”.

## Actividad judicial
Ingresó a la administración de justicia 4 de noviembre de 1955 al ser designado juez de la Cámara Nacional de Apelaciones en lo Civil de la Capital Federal.
El presidente Arturo Frondizi lo nombró juez de la Corte Suprema de Justicia por Decreto N.º 53 del 9 de mayo de 1958, y juró con los otros designados el 12 de mayo. Fue destituido junto con los demás integrantes del Tribunal por el gobierno militar surgido del golpe de Estado del 28 de junio de 1966. 
Compartió La Corte Suprema en distintos momentos con Julio César Oyhanarte, Aristóbulo Donato Aráoz de Lamadrid, Alfredo Orgaz, Ricardo Colombres, Pedro Aberastury, Esteban Imaz, José Federico Bidau, Benjamín Villegas Basavilbaso, Carlos Juan Zavala Rodríguez y Amílcar Ángel Mercader.
Falleció en Buenos Aires el 20 de julio de 1984.